# Albă ca Zăpada (film din 2025)
Albă ca Zăpada este un film Disney, muzical, fantastic, american din 2025, regizat de Marc Webb și scris de Erin Cressida Wilson. Produs de Walt Disney Pictures și Marc Platt Productions⁠(d), este o reimaginare live-action⁠(d) a filmului de animație al lui Walt Disney din 1937, Albă ca Zăpada și cei șapte pitici, care este bazat pe basmul din 1812 „Albă ca Zăpada” al fraților Grimm. Filmul o are în rolul principal pe Rachel Zegler, alături de Andrew Burnap⁠(d) și Gal Gadot.
Proiectele pentru un nou film inspirat de Albă ca Zăpada și cei șapte pitici din 1937 au fost validate în octombrie 2016, Wilson fiind desemnat ca scenarist. Webb a început negocierile pentru regia filmului în mai 2019 și a fost confirmat ca regizor în septembrie 2019. Înregistrările s-au desfășurat predominant în Londra, Anglia, între martie și iulie 2022, iar filmări suplimentare și preluări s-au realizat în iunie 2024. Trailerul a generat controverse înainte de a fi lansat, fiind criticate filmele cu personaje de culoare, opiniile publicului asupra poveștilor și reinterpretarea celor Șapte Pitici.
Filmul Albă ca Zăpada a avut premiera la Alcázar of Segovia⁠(d) din Segovia, Spania, pe 12 martie 2025, și este programată să fie lansată în cinematografele din Statele Unite de Walt Disney Studios Motion Pictures⁠(d) pe 21 martie 2025.

## Premisă
O prințesă își unește forțele cu cei șapte pitici pentru a-și elibera regatul de mama sa vitregă, Regina cea Rea. 

## Distribuție
- Rachel Zegler⁠(d) în rolul Albă ca Zăpada⁠(d), [7] o prințesă neînfricata și cu inima curată, care este hotărâtă să-și elibereze regatul de tirania mamei sale vitrege.
  - Emilia Faucher ca tânăra Albă ca Zăpada [8]
  - Olivia Verrall în rolul bebelușului Albă ca Zăpada [9]
- Gal Gadot în rolul reginei malefice, [10] mama vitregă geloasă și tiranică a Albei ca Zăpada, care este obsedată să fie cea mai drăguță dintre toate.
- Andrew Burnap în rolul lui Jonathan, un nou personaj creat pentru film ca interesul amoros al Albei ca Zăpada (parțial bazat pe Prințul din filmul original) și un rebel care vrea să sfideze monarhia Reginei Evile. [11]
- Ansu Kabia în rolul Vânătorului, [12] servitorul Reginei Rău căreia îi ordonă să o omoare pe Albă ca Zăpada și să-i aducă inima înapoi.
- Patrick Page ca vocea Oglinzii Magice, [13] o oglindă care conține o ființă care ar răspunde la întrebarea Reginei Evile despre cine este cel mai frumos dintre toate.

### Șapte pitici
- Andrew Barth Feldman ca Dopey (voce), [14] [9] un membru al celor Șapte Pitici care nu vorbește și scoate alte sunete.
  - Jaih Betote ca Dopey (captură de mișcare/păpușar) [9]
  - Feldman narează și filmul. [9]
- Tituss Burgess ca Bashful (voce), [14] [9] un membru timid al celor Șapte Pitici.
  - Leah Haile ca Bashful (captură de mișcare/păpușar) [9]
- Martin Klebba ca Grumpy (voce), [15] [9] un membru morocănos al celor Șapte Pitici.
  - Omari Bernard ca Grumpy (captură de mișcare/păpușar) [9]
- Jason Kravits ca Sneezy (voce), [14] [9] un membru al celor Șapte Pitici care strănută mult.
  - Dominic Owen ca Sneezy (captură de mișcare/păpușar) [9]
- George Salazar ca Happy (voce), [14] [9] un membru vesel al celor Șapte Pitici.
  - David Birch ca Happy (captură de mișcare/păpușar) [9]
- Jeremy Swift ca Doc (voce), [14] [9] liderul inteligent al celor Șapte Pitici.
  - Jonathan Bourne ca Doc (captură de mișcare/păpușar) [9]
- Andy Grotelueschen ca Sleepy (voce), [14] [9] un membru obosit al celor Șapte Pitici.
  - Sandy Foster ca Sleepy (captură de mișcare/păpușar) [9]

În plus, Hadley Fraser și Lorena Andrea apar ca Regele Bun și Regina Bună, părinții Albei ca Zăpada. Ca echipa de bandiți ai lui Jonathan apar George Appleby ca Quigg, Colin Michael Carmichael ca Farno, Samuel Baxter ca Scythe, Jimmy Johnston ca Finch, Dujonna Gift ca Maple, Idriss Kargbo ca Bingley și Jaih Betote ca Norwich.

## Productie

### Dezvoltare
Pe 31 octombrie 2016, The Hollywood Reporter a anunțat că Walt Disney Pictures lucrează la un remake live-action al poveștii Albă ca Zăpada și cei șapte pitici, avându-l pe Marc Platt, un entuziast al filmului clasic, ca producător principal și pe Erin Cressida Wilson⁠(d) în negocieri pentru a redacta scenariul. Callum McDougall, în cea de-a treia sa colaborare de producție cu Disney și Platt, ocupă poziția de producător executiv. Pe 30 mai 2019, s-a raportat că Marc Webb se afla în negocieri pentru a regiza filmul. În noiembrie 2021, s-a afirmat că Greta Gerwig lucrează împreună la scrierea scenariului. Gurinder Chadha a fost, de asemenea, puternic considerată pentru acest rol.Wilson a obținut în final creditul exclusiv pentru scenariu, iar Gerwig a primit credit pentru Material literar suplimentar în afara ecranului, alături de Jez Butterworth, Steven Levenson⁠(d), Jeff Nathanson, Victoria Strouse și Chris Weitz⁠(d)

### Casting
1. ↑  „Snow White”. Writers Guild of America West⁠(d). Accesat în 10 martie 2025.
2. 1 2  „Snow White Project Profile 7.29.24” (Press release). The Walt Disney Studios⁠(d). 9 august 2024. Accesat în 10 august 2024.
3. ↑  Peters, Mitchell (10 august 2024). „'Snow White' Trailer Featuring Rachel Zegler & Gal Gadot Debuts at D23: Watch”. Billboard. Accesat în 10 august 2024.
4. ↑  „Snow White (2025)”. Irish Film Classification Office⁠(d). 28 februarie 2025. Accesat în 28 februarie 2025.
5. ↑  Siegel, Tatiana (4 decembrie 2024). „Disney Got Its Groove Back With 'Moana 2,' but Troubled 'Snow White' Could Halt the Momentum”. Variety. Accesat în 5 decembrie 2024.
6. ↑  Reid, Caroline (14 noiembrie 2024). „Disney Reveals 'Snow White' Remake Is Set To Blow Its Budget”. Forbes. Arhivat din original la 1 martie 2025. Accesat în 14 noiembrie 2024.
7. ↑  Kroll, Justin (22 iunie 2021). „'Snow White': 'West Side Story's Rachel Zegler To Play Title Role In Disney's Live-Action Adaptation Of Animated Classic”. Deadline. Arhivat din original la 22 iunie 2021. Accesat în 22 iunie 2021.
8. ↑  Tomeo, Marissa (8 ianuarie 2022). „Telsey Casting Office Looking to Cast Young Snow White for Disney Feature Film”. BroadwayWorld.com. Arhivat din original la 12 ianuarie 2022. Accesat în 8 ianuarie 2022.
9. 1 2 3 4 5 6 7 8 9 10 11 12 13 14 15 16  „Snow White Production Information”. 7 martie 2025.
10. ↑  Kroll, Justin (3 noiembrie 2021). „Gal Gadot to Play Evil Queen In Disney's Live-Action 'Snow White'”. Deadline. Arhivat din original la 4 noiembrie 2021. Accesat în 3 noiembrie 2021.
11. ↑  Kit, Borys (12 ianuarie 2022). „Gal Gadot, Rachel Zegler's Snow White Movie Adds Andrew Burnap”. The Hollywood Reporter. Arhivat din original la 12 ianuarie 2022. Accesat în 12 ianuarie 2022.
12. ↑  Thompson, Jaden (27 octombrie 2023). „'Snow White' Reboot First Look: See Rachel Zegler, Seven Dwarfs”. Variety. Arhivat din original la 27 octombrie 2023. Accesat în 28 octombrie 2023.
13. ↑  Sharpe, Josh (4 decembrie 2024). „Patrick Page Transforms Into SNOW WHITE's Magic Mirror in Behind-the-Scenes Photos”. BroadwayWorld. Accesat în 4 decembrie 2024.
14. 1 2 3 4 5 6  Milligan, Mercedes (20 februarie 2025). „New Featurette Explores the Animated Legacy of Disney's 'Snow White' Remake”. Animation Magazine. Accesat în 21 februarie 2025.
15. ↑  Amidon, Aurora (5 iulie 2022). „Disney's Snow White Remake Casts Pirates of the Caribbean Alum as Grumpy”. CBR. Arhivat din original la 26 martie 2023. Accesat în 5 iulie 2022.

În iunie 2021, Rachel Zegler⁠(d) a fost aleasă pentru rolul principal, iar în noiembrie, Gal Gadot a fost distribuită ca Regina cea Rea. Pe 7 decembrie 2021, într-un interviu cu Extra⁠(d), Zegler a menționat că Alba ca Zăpada va fi mult mai „puternică” decât originalul. De asemenea, s-a dezvăluit în martie 2025 că recomandarea strălucitoare a lui Steven Spielberg pentru Webb a consolidat distribuția lui Zegler, el regizând-o în rolul Mariei din adaptarea sa din 2021 a filmului West Side Story. S-a anunțat o nouă căutare de casting pentru o tânără actriță care să interpreteze o versiune mai tânără a Albă ca Zăpada în remake-ul live-action, iar Emilia Faucher a fost adusă în distribuție. Pe 12 ianuarie 2022, a fost anunțat că Andrew Burnap va juca un nou personaj numit Jonathan în rolul principal masculin, înlocuind personajul Prințului. La Denver Fan Expo din 2022, Martin Klebba⁠(d) a anunțat că va interpreta rolul lui Morocănosul; Klebba având experiență anterioară în roluri de pitici în producții inspirate din basmul „Albă ca Zăpada”: în filmul pentru televiziune din 2001 Snow White: The Fairest of Them All⁠(d) ca vineri și în comedia fantastică Mirror Mirror ca Butcher în 2012. Colin Michael Carmichael apare în film. În februarie 2025, s-a anunțat că Andrew Barth Feldman, Tituss Burgess⁠(d), Jason Kravits, George Salaza⁠(d)r, Jeremy Swift și Andy Grotelueschen au fost repartizați ca membri rămași ai celor șapte pitici, Salazar și Grotelueschen, ambii debutând în acest film.

### Filmare
Filmările pentru Alba ca Zăpada au fost inițial planificate să înceapă în martie 2020 în Vancouver, Columbia Britanică și Los Angeles, California, dar au fost amânate până în iulie 2020 din cauza pandemiei de COVID-19. În august 2021, s-a anunțat că filmările vor avea loc în Regatul Unit între martie și iulie 2022. Fotografia principală a debutat pe 7 martie 2022. Un incendiu a afectat producția pe 15 martie la Pinewood Studios⁠(d); scena era în construcție când un copac a luat foc, provocând un incendiu uriaș. O sursă de la Disney a confirmat că „nu erau filmări în curs”. Programul filmărilor a fost, de asemenea, reorganizat pentru ca Zegler să călătorească la Los Angeles pentru a prezenta la cea de-a 94-a ceremonie a Premiilor Academiei, pe 27 martie, pentru a-și susține colegii din West Side Story. În timp ce Zegler era la ceremonie, Gadot a început să filmeze scenele. Spre deosebire de original, personajul ei cântă și dansează în film. Pe 22 aprilie, Gadot a confirmat finalizarea filmării scenelor sale, adăugând mai târziu că a fost încântată să interpreteze primul răufăcător Disney și că a reușit să facă un rol mai dramatic prin schimbarea vocii, având în vedere că filmul este un muzical. Pe 13 iulie, Zegler a dezvăluit că filmările s-au terminat. Filmări adiționale au avut loc în iunie 2024. Mandy Moore, cunoscută pentru munca sa la La La Land, a coregrafiat secvențele muzicale. 

### Efecte vizuale
Compania Moving Picture, Framestore, Day For Nite, Passion Pictures, Vitality Visual Effects, Cheap Shot VFX, Lola Visual Effects și Crafty Apes au realizat efectele vizuale.  

## Muzică
Compozitorii Benj Pasek⁠(d) și Justin Paul, care au creat anterior versurile pentru două melodii noi în remake-ul Disney din 2019 al lui Aladdin, au colaborat cu Jack Feldman ca textier suplimentar pentru a scrie melodii noi pentru film, inclusiv o nouă piesă „I Want” pentru Alba ca Zăpada, denumită „Waiting on a Wish”. Ei au compus, de asemenea, un nou „cântec al răufăcătorului” pentru Evil Queen⁠(d), intitulat „All Is Fair”, un nou duet romantic pentru Albă ca Zăpada și Jonathan, denumit „A Hand Meets a Hand” (scris împreună cu Lizzy McAlpine), și un nou număr de ansamblu de deschidere intitulat „Good Things Grow”.    Filmul include patru din cele opt piese din filmul original al lui Frank Churchill și Larry Morey: „Heigh-Ho”, „Whistle While You Work”, „The Silly Song” și „Someday My Prince Will Come”, a căror versiune instrumentală se aude în fundal, datorită modificărilor din poveste. 
   În ianuarie 2025, s-a anunțat că Jeff Morrow a creat muzica pentru film. Dave Metzger, un colaborator constant la muzica pentru filmele produse de Walt⁠(d) Disney Animation Studios, a fost orchestrator pentru piese.   Pe 4 martie 2025, s-a făcut anunțul că albumul de coloana sonoră va fi lansat pe 14 martie de Walt Disney Records, iar „Waiting on a Wish” a fost disponibil publicului în aceeași zi cu piesa principală.  

### Lista de piese
Toate piesele sunt realizate și compuse de Benj Pasek⁠(d) și Justin Paul⁠(d), cu excepția situațiilor specificate. Ian Eisendrath și David Metzger⁠(d) au colaborat la producția pieselor împreună cu Pasek și Paul. 

## Marketing
PPe 9 septembrie 2022, la prezentarea Disney 2022 D23 Expo, a fost prezentat un teaser de 30 de secunde al filmului, împreună cu imagini exclusive. Au avut loc fulgerări rapide ale mai multor locații importante, inclusiv cabana Albei ca Zăpada din pădure, interiorul elaborate al castelului Reginei și pădurea învăluită în mușchi. Au fost, de asemenea, momente scurte cu Gadot, în timp ce Regina Malefică își examina oglinda magică, Zegler interpretând-o pe Albă ca Zăpada, iar mâna acesteia cade cu mărul toxic, trăgând totul după ea.   Gadot a menționat despre rolul ei că interpretarea Reginei Evil a fost „cu totul diferită de ceea ce realizase anteriorr”.   A fost dezvăluit și logo-ul titlului. 
Pe 27 octombrie 2023, Disney a lansat prima imagine oficială a filmului cu Zegler ca Albă ca Zăpada, precum și Rușinosul, Doc, Mutulică, Morocănosul, Voiosul, Somnorosul și Hapciu.   Zegler a confirmat că există mult CGI în film, ceea ce a făcut-o să se simtă „emoționată”.  Disney a prezentat imagini noi și o privire în culise pentru film în timpul CineEurope 2024.   Expo D23 din 2024 a prezentat o avanpremieră a filmului cu un clip cu numărul muzical „Whistle While You Work”, împreună cu primul trailer. 
Trailerul pentru Albă ca Zăpada a fost publicat pe YouTube în august 2024 și a devenit cel mai bine cotat teaser pentru un trailer de film pe platformă, acumulând în jur de un milion de neaprecieri și peste 82.000 de aprecieri în trei săptămâni, conform informațiilor obținute din extensiile de browser care indică neaprecierile de pe YouTube.   
Primul trailer integral al filmului a fost lansat la D23 Brazilia în noiembrie 2024 și a fost inclus în unele proiecții cinematografice ale filmului Wicked de la Universal Pictures, înainte de a fi publicat pe YouTube pe 3 decembrie 2024. Stuart Heritage de la The Guardian a criticat efectele vizuale pentru animale și gnomi. El a afirmat că piticii „se aseamănă cu cineva care s-a strecurat în Disneyland, a capturat statuile din Enchanted Wish ale Albei ca Zăpada și le-a acoperit cu carne umană, exact cum ar proceda un ucigaș în serie cu un cadou pentru mama sa” și „ca și cum cineva l-ar fi tuns pe Sonic the Hedgehog⁠(d) din prima remorcă Sonic the Hedgehog pe care toți o detestau”. Poligonul Petrana Radulovic a menționat: „Noua Albă ca Zăpada pare să cuprindă un complot mai complex, posibil în care eroina noastră neînfricată va confrunta tiranul ei despotic al unei mame vitregi într-o poveste distopică YA din 2014. Este posibil să funcționeze, din perspectiva narațiunii, totul pare să se desfășoare la fel, ca și cum, din punct de vedere vizual, BC se aliniază cu bugetul „Once Upon a time” Un trailer internațional care dezvăluie originile Albei ca Zăpada a fost făcut public pe 19 decembrie 2024. Pe 20 februarie 2025 a fost dezvăluită o prezentare care oferă o perspectivă din spatele camerelor asupra filmului și modul în care va celebra moștenirea animației din 1937. Turneul de promovare al filmului a început la Tokyo pe 5 martie 2025, Zegler unind forțele cu omologul său de dublaj japonez, Sakura Kiryu, pentru a interpreta pentru prima dată live melodia „Waiting on a Wish”. Pe 10 martie 2025, biletele pentru film au fost disponibile la vânzare, Disney a dezvăluit noi postere, un spot TV și un scurtmetraj. 

## Lansare
În timpul prezentării D23 Expo din 2022, a fost anunțat faptul că filmul Alba ca Zăpada vafi lansat în 2024.   Pe 15 septembrie 2022, a fost anunțat că filmul va avea o dată de lansare de 22 martie 2024.  Cu toate acestea, în octombrie 2023, filmul a fost amânat cu un an până la 21 martie 2025, greva SAG-AFTRA din 2023 fiind citată drept motiv pentru întârziere. 
Premiera europeană a avut loc pe 12 martie 2025, la Alcázarul din Segovia din Spania, care a servit drept inspirație pentru castel în filmul de animație original, pentru a oferi filmului o vizionare mai elaborată într-un loc „de basm”.   O premieră la Hollywood fără presă obișnuită pe covor roșu a avut loc la Teatrul El Capitan pe 15 martie 2025, din cauza controverselor din jurul opiniilor politice ale lui Zegler și Gadot.    

## Recepție

### Casă de bilete
În Statele Unite și Canada, Albă ca Zăpada va fi lansat alături de The Alto Knights și se estimează că va încasa 48-58 de milioane de dolari în weekendul său de deschidere. Filmul a fost proiectat inițial să încaseze 63-70 de milioane de dolari, analistii comparând această proiecție cu deschiderea de 69,4 milioane de dolari a lui Maleficent (2014). Se consideră că filmul va depăși controversele întâmpinate și va avea succes financiar, având în vedere lipsa unei concurențe solide în weekendul de premiere, însă la finalul lunii februarie, proiecțiile au fost diminuate.   

### Critică
Reacțiile inițiale la filmul de după lansare au fost favorabile. Katcy Stephan de la Variety a apreciat performanța lui Zegler din Albă ca Zăpada, numind-o pe Zegler o „supernovă strălucitoare” și descriind personajul său ca având „o aprofundare nouă prin dorința ei ardentă de a deveni liderul pe care tatăl ei credea că ar fi capabilă”.

### Laude
| Premiul       | Data ceremoniei | Categorie            | Destinatar(i) | Rezultat | Ref. |
| ------------- | --------------- | -------------------- | --- | -------- | ---- |
| The Queerties | 11 martie 2025  | Următorul lucru mare | style="background: #FDD; color: black; vertical-align: middle; text-align: center; " class="no table-no2"\|Nominalizare | [ 28 ]   |      |

## Controverse

### Pre-lansare

#### Distribuirea rolurilor în Albă ca Zăpada
Distribuția lui Zegler, actriță de origine latină, în rolul Albă ca Zăpada a fost subiect de controverse, deoarece figura este prezentată în materialul original cu pielea „albă ca zăpada”. Zegler a reacționat la critici în ianuarie 2022, explicând că Albă ca Zăpada are popularitate în țările hispanice și că prezența unei actrițe latino în acest rol este rară, astfel că s-a simțit mândră de alegerea sa.În august 2023, s-a aflat că o altă actriță de origine latină, Renata Vaca, a fost printre cele două finaliste în procesul de selecție pentru rolul Albă ca Zăpada. Vaca a afirmat că apelul la casting pentru rolul Albă ca Zăpada a fost „deschis tuturor grupurilor etnice” și că prima etapă a audiției a implicat interpretarea unui cântec al Prințesei Disney. În octombrie 2024, Zegler a divulgat că în film personajul va purta numele Albă ca Zăpada după ce ea și părinții ei au trecut printr-o furtună de zăpadă pentru a simboliza reziliența ei, idee pe care Zegler o descrie ca fiind folosită în altă variantă a basmului.

#### Reimaginarea celor șapte pitici
În ianuarie 2022, actorul Peter Dinklage⁠(d), cunoscut pentru forma sa de nanism și pentru rolurile de pitic, a exprimat opinia despre viitorul remake live-action al Albă ca Zăpada, criticându-l ca fiind o „poveste anacronică”. Ca reacție la observațiile lui Dinklage, Disney a afirmat că „pentru a preveni consolidarea stereotipurilor din animația originală, adoptăm o strategie diferită pentru aceste șapte personaje și am avut discuții cu reprezentanți ai comunității persoanelor cu nanism”. Mai mulți alți actori cu nanism, cum ar fi Dylan „Hornswoggle” Postl, Jeff Brooks și Katrina Kemp, au reacționat critic la afirmațiile lui Dinklage, considerând că se exprimă fără temei în numele lor și le afectează oportunitățile de roluri. 
În iulie 2023, filmările din Berkshire au arătat că cei șapte pitici au fost reinterpretati pentru acest film, fiind reprezentați de un actor cu nanism și alți șase actori non-pitici din diferite etnii, șase bărbați și o femeie care întruchipează grupul original de șapte personaje, care erau inițial descrise ca ființe supranaturale din mitologia germană.  După ce a infirmat inițial că aceste imagini ar reprezenta producția reală a filmului, Disney a recunoscut ulterior că acestea reflectă într-adevăr producția, actorii substituiți luând locul protagonistului (actorul deja confirmat, Martin Klebba, nu a fost prezent în filmarea respectivă).   Decizia de a reimagina personajele ca atare a fost criticată de sursele mainstream și de pe rețelele de socializare ca fiind exagerat de corectă din punct de vedere politic,   precum și că ar putea elimina oportunități de actorie din comunitatea nanismului. 
Actorul Jason „Wee Man” Acuña a criticat Disney pentru că nu a distribuit actori pitici și și-a exprimat dezamăgirea față de schimbări.   Acuña a declarat: „Înlocuiești locuri de muncă pe care oamenii le-ar putea ocupa la fel de puțin.” De ce alegi „Albă ca Zăpada și cei șapte oameni de dimensiuni medii”? Dylan Postl, de asemenea, a contestat opinia lui Dinklage, susținând punctele de vedere ale lui Acuña și având o poziție în favoarea reprezentării personajelor pitice în animație. În luna octombrie 2023, odată cu anunțarea întârzierii filmului, Disney a prezentat o imagine teaser a acestei producții, în care apar cei șapte pitici, toate fiind personaje CGI concepute pentru a semăna cu versiunile lor din filmul din 1937  

#### Critica lui Zegler la adresa filmului din 1937
Zegler a atras critici pentru declarațiile care exprimă dezaprobarea față de aspecte ale filmului original, inclusiv caracterizarea Prințului și Albă ca Zăpada.   În 2022, Zegler a criticat „glumele” despre noul personaj Albă ca Zăpada că este „ PC ”, spunând că desenul animat era vechi și avea nevoie de o reîmprospătare pentru a-i oferi personajului „o funcție dincolo de „ Someday My Prince Will Come '"  .  Ea a vorbit, de asemenea, despre schimbările de poveste la Expo D23 2022:  Ca răspuns la comentariile ei, mulți au criticat-o pentru că a descris-o pe Albă ca Zăpada „mai feministă”,  în timp ce alții au contestat-o spunând că a interpretat greșit feminismul, acuzând-o că promovează arhetipul girlboss sau că subminează femeile care aleg roluri tradiționale sau nu sunt interesate de putere sau conducere. Ashten Stein, un specialist în branding, a observat că declarațiile lui Zegler sugerează că nu a fost pregătită în domeniul media pentru publicitatea filmului. 
În final, criticii au concluzionat și au afirmat că Zegler nu a fost atras de filmul original. Zegler a răspuns la reacțiile la observațiile sale într-un interviu Variety din octombrie 2024, afirmând că „m-a întristat că a fost perceput în acest mod [...] Poate fi extrem de deranjant când situațiile sunt denaturate sau umorul nu este înțeles. David Hand, al cărui părinte cu același nume a co-regizat animația originală, a criticat reinterpretarea, numind-o „ofensatoare” și sugerând că tatăl său și Walt Disney s-ar „reveni la mormintele lor”. Această dispută a determinat organizația de presă conservatoare The Daily Wire să-și anunțe adaptarea live-action a basmului original, numită Albă ca Zăpada și Regina Malefică, care fusese inițial planificată pentru lansare în 2025, în încercarea de a concura cu varianta Disney. Cu toate acestea, nu au fost furnizate informații recente despre producția acestei versiuni de atunci. 

#### Opiniile politice ale lui Gadot și Zegler
Atât Gadot, cât și Zegler au vorbit deschis despre anumite poziții politice ale lor, ceea ce a generat și mai multe controverse pentru film. Publicarea trailerului teaser al filmului a stârnit apeluri la boicot din partea ambelor tabere în conflictul israeliano-palestinian, din cauza opiniilor divergente ale lui Gadot și Zegler referitoare la situație, Gadot susținând Israelul, iar Zegler Palestina.     Un alt apel la boicotarea filmului a venit din partea susținătorilor MAGA⁠(d) după alegerile prezidențiale din 2024 din SUA, deoarece Zegler a postat „La naiba cu Donald Trump” și i-a criticat pe cei care l-au susținut pentru realegere. Ulterior, Zegler a oferit scuze publice, afirmând că nu a intenționat să rănească cu mesajul ei, în contextul unui apel la pace.   

## Vezi de asemenea
- Once Upon a Time – un serial TV dramă fantastic care a fost difuzat pe ABC din 2011 până în 2018, incluzând personaje bazate atât pe basmul „Albă ca Zăpada”, cât și pe filmul Disney din 1937.
- Albă ca Zăpada: O poveste de teroare – un film de groază din 1997 care reinventează basmul clasic al Albă ca Zăpada.

| Disney's Snow White (Original Motion Picture Soundtrack) |                                         | |         |  |
| Nr.                                                      | Titlu                                   | Artist(s) | Lungime |  |
| 1.                                                       | „Good Things Grow”                      | Hadley Fraser ⁠( d ) Krystina Alabado ⁠( d ) Dean Boodaghians-Nolan Jonathan Bourne Felipe Bejarano Emilia Faucher Ensemble | 3:42    |  |
| 2.                                                       | „Good Things Grow (Villagers’ Reprise)” | Vivienne Rowe Rachel Zegler ⁠( d )                                                                                         | 0:45    |  |
| 3.                                                       | „Waiting on a Wish”                     | Zegler | 4:52    |  |
| 4.                                                       | „Heigh-Ho⁠(d)”                           | Jeremy Swift ⁠( d ) George Salazar ⁠( d ) Jason Kravits ⁠( d ) Tituss Burgess ⁠( d ) Martin Klebba ⁠( d ) Andy Grotelueschen   | 3:45    |  |
| 5.                                                       | „All Is Fair”                           | Gal Gadot Ensemble | 3:32    |  |
| 6.                                                       | „Whistle While You Work⁠(d)”             | Zegler Kravits Salazar Morrow Grotelueschen Burgess Klebba Swift                                                          | 3:02    |  |
| 7.                                                       | „Princess Problems”                     | Andrew Burnap ⁠( d ) Zegler                                                                                                | 2:18    |  |
| 8.                                                       | „The Silly Song⁠(d)”                     | Kravits Fletcher Sheridan Swift Grotelueschen Dujonna Gift ⁠( d ) Jimmy Johnston Salazar Ensemble                          | 1:08    |  |
| 9.                                                       | „A Hand Meets a Hand”                   | Zegler Burnap | 4:08    |  |
| 10.                                                      | „All Is Fair (Reprise)”                 | Gadot | 1:48    |  |
| 11.                                                      | „Waiting on a Wish (Reprise)”           | Zegler | 1:20    |  |
| 12.                                                      | „Snow White Returns”                    | Zegler Ensemble | 1:22    |  |
| 13.                                                      | „Good Things Grow (Finale)”             | Zegler Burnap Ensemble | 1:13    |  |
| Lungime totală:                                          | Lungime totală:                         | Lungime totală: | 40:00   |  |

1. 1 2
2. ↑  „'Snow White' Trailer Teases New Song 'Waiting on a Wish'”. 3 decembrie 2024.
3. ↑  Ford, Rebecca (31 octombrie 2016). „'Snow White' Live-Action in the Works at Disney (Exclusive)”. The Hollywood Reporter (în English). Arhivat din original la 1 noiembrie 2016. Accesat în 31 octombrie 2016.
4. 1 2  Grobar, Matt (7 decembrie 2023). „Rachel Zegler on Snow White CGI Dwarves: Nervous, Intense and Fun”. Variety. Arhivat din original la 7 decembrie 2023. Accesat în 7 decembrie 2023.
5. ↑  „Jeff Morrow Scoring Marc Webb's 'Snow White'”. Film Music Reporter. Arhivat din original la 10 ianuarie 2025. Accesat în 7 ianuarie 2025.
6. ↑  Ryan, Danielle (9 septembrie 2022). „Snow White Footage Description: It's Gal Gadot Versus Rachel Zegler [D23]”. /Film. Arhivat din original la 28 noiembrie 2022. Accesat în 9 septembrie 2022.
7. ↑  Chapman, Wilson (9 septembrie 2022). „'Snow White' First Look: Rachel Zegler, Gal Gadot Star”. Variety. Arhivat din original la 10 septembrie 2022. Accesat în 9 septembrie 2022.
8. ↑  Wagmeister, Elizabeth (5 noiembrie 2021). „Gal Gadot Dishes on 'Snow White' Casting, Says 'Wonder Wonder 3' Script Is Underway”. Variety. Arhivat din original la 5 noiembrie 2021. Accesat în 5 noiembrie 2021.
9. ↑  Grobar, Matt (9 septembrie 2022). „'Snow White': Rachel Zegler, Gal Gadot Preview Live-Action Remake For Disney – D23”. Deadline. Arhivat din original la 10 septembrie 2022. Accesat în 9 septembrie 2022.
10. 1 2  Grobar, Matt (27 octombrie 2023). „'Snow White' First Look Photo Featuring Rachel Zegler Unveiled By Disney”. Deadline. Arhivat din original la 27 octombrie 2023. Accesat în 27 octombrie 2023.
11. 1 2  „Disney Showcases Magical Look at 'Snow White'”. The Walt Disney Company. 27 octombrie 2023. Arhivat din original la 27 octombrie 2023. Accesat în 27 octombrie 2023.
12. ↑  Alex Ritman (19 iunie 2024). „Disney Unveils Terrifying New 'Alien: Romulus' Footage, Teases Marvel's 'Thunderbolts,' Gives 'Deadpool & Wolverine' Alcohol-Endorsed Boost at CineEurope”. Variety. Arhivat din original la 20 iunie 2024. Accesat în 20 iunie 2024.
13. ↑  Nancy Tartaglione (19 iunie 2024). „Disney Fêtes 'Inside Out 2', Slays With 'Deadpool' and 'Alien: Romulus' Footage, Shows Off New Look At 'Moana 2' – CineEurope”. Deadline Hollywood. Arhivat din original la 19 iunie 2024. Accesat în 20 iunie 2024.
14. ↑  Anthony D'Alessandro (9 august 2024). „'Snow White' First Footage Shows Rachel Zegler Crooning "Whistle While You Work"; Teaser Trailer Also Revealed At D23”. Deadline Hollywood. Arhivat din original la 14 august 2024. Accesat în 31 august 2024.
15. ↑  „Disney's 'Snow White' trailer [[:Format:As written]] massive backlash and dislikes”. NME. 16 august 2024. Arhivat din original la 19 septembrie 2024. Accesat în 25 august 2024. Conflict URL–wikilink (ajutor)
16. ↑  Fink, Richard (31 august 2024). „Rachel Zegler's Snow White Trailer Reaches Unwanted Milestone on YouTube”. MovieWeb (în engleză). Arhivat din original la 18 septembrie 2024. Accesat în 13 septembrie 2024.
17. ↑  Freitag, Lee (10 septembrie 2022). „Disney's Live-Action Snow White's Release Window Confirmed”. CBR⁠(d). Arhivat din original la 10 septembrie 2022. Accesat în 10 septembrie 2022.
18. ↑  Rubin, Rebecca (15 septembrie 2022). „Disney Removes 'Star Wars' Spinoff 'Rogue Squadron' From Release Calendar, Sets Dates for 'Snow White,' 'Inside Out 2' and 'Lion King' Sequel”. Variety (în English). Arhivat din original la 15 septembrie 2022. Accesat în 15 septembrie 2022.
19. 1 2  . Arhivat din original|archive-url= necesită |url= (ajutor) la 27 octombrie 2023. Lipsește sau este vid: |title= (ajutor)
20. ↑  Hines, Dominique (6 martie 2025). „Disney stuns fans as it ditches UK Snow White premiere for launch at Spanish castle amid controversy”. The Standard. Accesat în 8 martie 2025.
21. 1 2  James Hibberd; Pamela McClintock (12 martie 2025). „Inside Disney's 'Snow White' Troubles: "They Need to Get This Over With"”. The Hollywood Reporter. Accesat în 12 martie 2025.
22. ↑  Malkin, Marc (11 martie 2025). „Disney Scales Back 'Snow White' Hollywood Premiere Amid Rachel Zegler and Gal Gadot Controversies”. Variety. Arhivat din original la 11 martie 2025. Accesat în 11 martie 2025.
23. ↑  Nathan, Sara; Schlott, Rikki (13 martie 2025). „Disney 'doesn't know what to do' with outspoken star Rachel Zegler” (în engleză). Accesat în 14 martie 2025.
24. ↑  Kirsten Chuba; Ryan Gajewski; Pamela McClintock (16 martie 2025). „Rachel Zegler and Gal Gadot Premiere 'Snow White' in High Spirits Amid Controversies”. The Hollywood Reporter. Accesat în 16 martie 2025.
25. ↑  D'Alessandro, Anthony (7 februarie 2025). „'Snow White' Hits Long-Lead Tracking: Will Live Action Take Of Disney Classic Whistle A Happy Tune? – Box Office Forecast”. Deadline Hollywood. Accesat în 9 februarie 2025.
26. ↑  McClintock, Pamela (27 februarie 2025). „Rachel Zegler's 'Snow White' Tracking for $53M Box Office Opening”. The Hollywood Reporter. Accesat în 7 martie 2025.
27. ↑  Sharf, Zack (16 martie 2025). „'Snow White' First Reactions Praise Film as a 'Visual Feast' and One of Disney's 'Best Live-Action Remakes in Years'”. Variety. Accesat în 17 martie 2025.
28. ↑  „Next Big Thing / The QUEERTIES 2025”. The Queerties⁠(d). Arhivat din original la 28 ianuarie 2025. Accesat în 10 februarie 2025.
29. 1 2  Rosen, Evan (July 15, 2023). „Critics slam 'wokeness' as live-action 'Snow White' appears to ditch the 7 Dwarfs”. New York Daily News. Arhivat din original la August 12, 2024. Accesat în subscription. Mai multe valori specificate pentru |accessdate= și |access-date= (ajutor); Verificați datele pentru: |access-date= (ajutor)
30. ↑  Keates, Emma (14 iulie 2023). „Disney now says those Snow White photos are simply 'not official' [Updated]”. The A.V. Club. Arhivat din original la 17 iulie 2023. Accesat în 17 iulie 2023.
31. 1 2  . Arhivat din original|archive-url= necesită |url= (ajutor) la 20 iulie 2023. Lipsește sau este vid: |title= (ajutor)
32. ↑  Noyen, Maria (15 iulie 2023). „Disney's 'Snow White' remake appears to ditch the seven dwarfs, set photos suggest, sparking online controversy”. Insider. Arhivat din original la 21 august 2023. Accesat în 17 iulie 2023.
33. ↑  „WEE MAN 'SNOW WHITE' MOVIE MAKING BIG MISTAKE... Taking Jobs From Us!!!”. TMZ⁠(d). 21 iulie 2023. Arhivat din original la 28 iulie 2023. Accesat în 28 iulie 2023.
34. ↑  Hibberd, James (18 august 2023). „'Snow White' Director's Son Criticizes "Insulting" Disney Remake Starring Rachel Zegler”. The Hollywood Reporter. Arhivat din original la 19 august 2023. Accesat în 20 august 2023.
35. ↑  Power, Ed (14 august 2023). „Disney's failing remake strategy is trashing its legacy”. The Telegraph. Arhivat din original la 16 august 2023. Accesat în 16 august 2023.
36. ↑  White, Abbey (16 octombrie 2022). „Rachel Zegler on Snow White Being "PC," Stressful West Side Story Press”. The Hollywood Reporter. Arhivat din original la 7 decembrie 2022. Accesat în 16 octombrie 2022.
37. ↑  „Snow White film faces anti-Israel boycott calls targeting Gal Gadot”. The Times of Israel⁠(d). 14 august 2024. Arhivat din original la 13 septembrie 2024. Accesat în 19 septembrie 2024.
38. ↑  Fink, Rachel (15 august 2024). „Disney's 'Snow White' Remake Sparks Boycott Calls Over Gal Gadot's Casting and Co-star's pro-Palestinian Stance”. Haaretz. Arhivat din original la 19 septembrie 2024. Accesat în 19 septembrie 2024.
39. ↑  „BDS calls for boycott of Disney's 'Snow White' starring Israeli Gal Gadot amid growing controversy”. The Express Tribune⁠(d). 23 august 2024. Accesat în 4 octombrie 2024.
40. ↑  Berger, Eric (25 august 2024). „Bad apple? How Disney's Snow White remake turned sour”. The Guardian (în engleză). ISSN 0261-3077. Arhivat din original la 19 septembrie 2024. Accesat în 19 septembrie 2024.
41. ↑  Patten, Dominic (15 noiembrie 2024). „Rachel Zegler Apologizes After 'Snow White' Star & Disney Damned By Megyn Kelly & Ruthless Podcast Hosts Over "F*ck Donald Trump" Post”. Deadline Hollywood.
42. ↑  Hibberd, James (15 noiembrie 2024). „Disney's 'Snow White' Rachel Zegler Apologizes for Trump Re-Election Reaction”. The Hollywood Reporter.
43. ↑  „Alba ca Zăpada și cei Șapte Pitici”, Internet Movie Database, accesat în 21 martie 2025
44. ↑  „Alba ca Zăpada și cei Șapte Pitici”, Internet Movie Database, accesat în 21 martie 2025
45. 1 2  Disney Developing Live-Action 'Snow White' (Exclusive), accesat în 1 noiembrie 2016